# 알프스의 메아리
알프스의 메아리(トラップ一家物語)는 닛폰 애니메이션의 17번째 애니메이션 시리즈이다.
그것은 세계적으로 유명한 뮤지컬인 사운드 오브 뮤직에 영감을 불어넣은 마리아 폰 트라프의 회고록 트라프 일가의 이야기를 기반으로 한다.
대한민국에서는 MBC에서 1991년 10월 13일부터 1992년 3월 1일까지 매주 일요일 아침 시간대에 방영되었다.

## 등장인물
- 마리아 쿠찰라 본 트랩
- 게오르그 본 트랩
- 루페르트 본 트랩
- 페트비히 본 트랩
- 베르너 본 트랩
- 마리아 본 트랩
- 요한나 본 트랩
- 마르티나 본 트랩
- 아가테 본 트랩
- 요하네스 본 트랩
- 한스
- 바로네스 마틸다
- 미미
- 로시
- 클라리네
- 프란츠
- 보르트만 박사
- 논베르크 아베이 눈스
- 마더 아베스
- 라파엘라
- 돌로레스
- 루시아
- 라우라
- 한나
- 엘리자베스
- 이본느 부인
- 쿠르트 슈슈니그
- 프란츠 바스너
- 로테 레흐만
- 마리안 앤더슨

## 한국판 성우진 (MBC)
- 성유진 - 마리아
- 한규희 → 황일청 - 폰 트랍 대령
- 우문희 - 루페르트
- 홍영란 - 페트비히
- 이미자 - 베르너
- 박영희 - 마리아(차녀)
- 정미연 - 요한나
- 오혜숙 - 마르티나
- 최방란 - 아가테
- 권혁수 - 한스 집사
- 이인성 - 바스너 신부

## 방영 에피소드
1. 카톨릭 수녀가 되겠다는 열망
2. 시스테르
3. 대장과 7명의 아이들
4. 26번째 거버넌스
5. 마리아는 드라마의 원인이야
6. 잃어버린 이이들과 기아 반란
7. 믿지 못하는 일
8. 의례는 중요한가!?
9. 바론 트라프의 약혼자?
10. 재봉틀과 바이올린
11. 진흙에서 노는 것은 최고야
12. 초콜릿 케이크: 마리아 스타일
13. 돈키호테의 첫번째 사랑
14. 뮤직박스의 비밀
15. 마르티나와 곰 니콜라
16. 프라울라인 마리아가 없는 집
17. 부상을 입은 새끼 사슴
18. 이본네 여사의 선물
19. 각자의 인생
20. 바론 폰 트라프의 결정
21. 당신은 혼자 살수 있는가?
22. 천사에게 보내는 편지
23. 크리스마스 캐럴
24. 알프스의 눈 속에서
25. 오렌지와 꽃 씨앗
26. 장난꾸러기 아가테
27. 아내와 어머니가 되는 사람
28. 결혼?
29. 7월의 신부
30. 진정한 가족
31. 트랩 가족의 가수
32. 바람의 노래
33. 독일 침공
34. 새 인사
35. 한스의 비밀
36. 자부심과 믿음

## 같이 보기
- 사운드 오브 뮤직